# Visita de Hugo Chávez a Colombia en 1994
La visita de Hugo Chávez a Colombia en 1994 fue el primer viaje político de Chávez después de ser amnistiado ese año por el presidente Rafael Caldera, tras liderar el intento de golpe de Estado contra Carlos Andrés Pérez. Chávez fue invitado a Bogotá por ocho días por la Fundación Cultural Simón Rodríguez. Durante ese viaje el representante de la Cámara de Representantes, Gustavo Petro, le presentó a los copresidentes constituyentistas colombianos e hicieron un juramento en el Puente de Boyacá.

## Historia

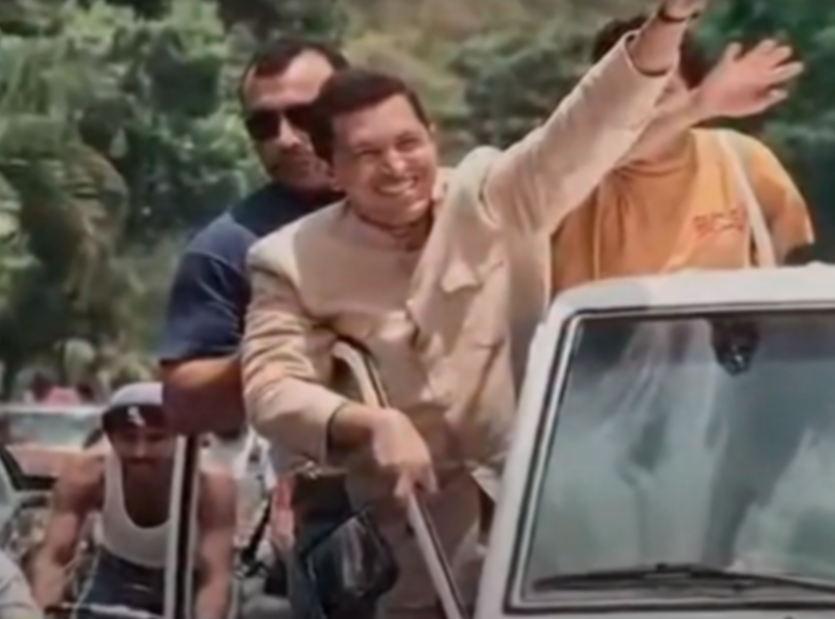
Chávez tras su salida de la cárcel de Yare en 1994.

José Cuesta Noboa, asesor de Gustavo Petro, representante de la Cámara de Representantes, leyó en una revista sobre el exteniente coronel Hugo Chávez y el 4F; según él:
«Descubrí rasgos de semejanza política entre el movimiento liderado por Chávez en Venezuela y la agrupación en la que había militado durante 12 años. Entonces emprendí su búsqueda. Le escribí, lo llamé, dejé señales y recados, hasta que por fin Chávez devolvió el mensaje. Sin preámbulos lo invité, en nombre de la Fundación Cultural Simón Rodríguez, a conocer Bogotá. Su respuesta fue un sí sin ambages».
Era la primera vez que Hugo Chávez conocía Colombia; llegó a la capital en junio de 1994 y se hospedó en una pensión de la Juventud Trabajadora de Colombia (JTC), en el barrio La Candelaria. Chávez quería saber qué había pasado con la constitución colombiana. Se reunió con los tres copresidentes de la Asamblea Constituyente de Colombia de 1991, quienes le explicaron con detalles cómo había sido ese proceso. Hugo Chávez y Gustavo Petro hicieron un juramento junto con un grupo de militares en el Puente de Boyacá donde juraron convertirse en «el embrión de una nueva Latinoamérica». Según Noboa, durante la visita al monumento:
«Chávez interrumpió el libreto de lugares, fechas y nombres de batalla de la campaña libertadora, expuesta por el agente, y sacó y leyó un documento que había escrito durante los días de su visita a Bogotá. Una especie de juramento».
Petro relató posteriormente:
«Allí hicimos un juramento bolivariano en el que nos comprometíamos a una integración bolivariana para América Latina y nos comprometimos a que en nuestras vidas vamos a luchar por eso».

## Repercusión histórica
Tras ganar las elecciones presidenciales de Venezuela de 1998, Hugo Chávez lideró una Asamblea Nacional Constituyente en Venezuela con la que reformó el Estado. En 2022 Gustavo Petro fue electo presidente de Colombia.